# Acacia humilis
Acacia humilis é uma espécie de leguminosa do gênero Acacia, pertencente à família Fabaceae.